# Joseph Aoun
Joseph Khalil Aoun (Arabisch: جوزيف ﺧﻠﻴﻞ ﻋﻮﻥ; Sin el-Fil, 10 januari 1964) is een Libanees generaal en politicus, en sinds 9 januari 2025 de president van Libanon. Hij is ook de huidige opperbevelhebber van de Libanese strijdkrachten.

## Biografie
Aoun, een maronitisch christen, sloot zich in 1983 aan bij het Libanese leger en trainde in het buitenland, vooral in Syrië en de Verenigde Staten. Vervolgens volgde hij in 2008 een antiterrorismetraining in de Verenigde Staten en in 2013 in zijn land. Sinds 2015 voerde hij het bevel over de 9e Infanteriebrigade van het Libanese leger. Op 8 maart 2017 werd hij door de Libanese regering benoemd tot opperbevelhebber van de Libanese strijdkrachten, ter vervanging van Jean Kahwaji.
Op 9 januari 2025 werd hij door het Libanese parlement tot president van Libanon gekozen, waarmee er een einde kwam aan het politieke vacuüm dat in 2022 begon.